# Инвестиционный фонд недвижимости
Инвестиционный фонд недвижимости (англ. real estate investment trust (REIT)) — это компания, которая владеет недвижимостью, приносящей доход, и в большинстве случаев управляет ею. Подобные фонды владеют многими видами коммерческой недвижимости, от офисов и апартаментов до складов, больниц, торговых центров и гостиниц. Законодательство некоторых стран позволяет фондам недвижимости платить меньше налогов на прибыль и прирост капитала. Фонды критикуют за то, что они способствуют спекуляциям на рынке жилья и снижают его доступность.
Фонды могут публично торговаться на бирже, могут иметь открытую регистрацию, но не торговаться на бирже, либо быть частными. Двумя основными типами являются фонды капитала и ипотечные фонды. В ноябре 2014 года фонды капитала были признаны отдельным классом активов в Глобальном стандарте отраслевой классификации. Ключевыми статистическими данными для изучения финансового положения и работы фонда являются стоимость чистых активов (NAV), денежные средства от операций (FFO) и скорректированные средства от операций (AFFO).

## История

### Создание
REIT появились в Соединённых Штатах после того, как президент Эйзенхауэр подписал закон 86-779. Закон дал всем инвесторам возможность инвестировать в крупные, диверсифицированные портфели доходной недвижимости так же, как они обычно вкладываются средства в другие классы активов — через покупку и продажу ликвидных ценных бумаг. Первым инвестиционным фондом недвижимости стал American Realty Trust, основанный в 1961 году Томасом Бройхиллом, двоюродным братом американского конгрессмена от Вирджинии Джоэла Бройхилла, который лоббировал принятие закона при Эйзенхауэре.
С тех пор более 30 стран урегулировали работу REIT. Распространение фондов недвижимости также повысило осведомлённость и желание инвестировать в ценные бумаги в сфере недвижимости.
Комплексным индексом REIT и глобального публичного рынка недвижимости является FTSE EPRA / Nareit Global Real Estate Index Series, который был создан в октябре 2001 года совместными усилиями FTSE Group, Nareit и Европейской ассоциацией общественной недвижимости (EPRA).
В индекс входят более 450 компаний с капитализацией свыше 3 триллионов долларов.

### Развитие
В 1960-х годах первые REIT были в основном представлены ипотечными компаниями. В конце 1960-х — начале 1970-х годов отрасль значительно расширилась. Рост, в первую очередь, обусловлен большим участие ипотечных фондов недвижимости в девелопменте. Закон о налоговой реформе 1976 г. разрешил создание REIT в форме корпораций, кроме ранее разрешённых коммерческих трастов.
Закон о налоговой реформе 1986 года также повлиял на фонды недвижимости. Законодательство ввело новые правила, направленные на предотвращение возможности использованиями фондов налогоплательщиками для укрытия своих доходов из других источников.
Инвестиционные фонды недвижимости, как правило, выплачивают 90 % доходов и более в виде дивидендов. Это тормозит собственный рост фондов. Кроме того, когда инвесторы уклоняются от вложений в фонды, руководству становится сложно мобилизовать дополнительные средства для приобретения новой недвижимости.